# Milizia forestale
La Milizia Nazionale Forestale fu una specializzazione della Milizia Volontaria per la Sicurezza Nazionale, istituita nel 1926, durante il ventennio fascista nel Regno d’Italia. In seguito, durante il periodo della Repubblica Sociale Italiana, assunse la denominazione di Guardia Nazionale Repubblicana della Montagna e delle Foreste. Rifondata nel 1945 come corpo indipendente, fu soppressa nel 1948, poco dopo la nascita della Repubblica Italiana, e sostituita dal ricreato Corpo forestale dello Stato.

## Storia
Fu istituita, su iniziativa di Italo Balbo, con il regio decreto legge 16 maggio 1926 n. 1066, allo scopo di dare allo Stato un organo vitale e disciplinato per l'attuazione delle direttive del governo Mussolini nel campo della politica forestale. Il decreto contestualmente sopprimeva il Corpo reale delle foreste.
Inizialmente il reclutamento dei militi fu effettuato traendoli dal personale di custodia del soppresso Corpo reale delle foreste e da quello addetto alla vigilanza sulla pesca e la custodia dei regi tratturi, inquadrato da ufficiali provenienti in parte dai ruoli tecnici forestali e in parte da ufficiali del R. Esercito e delle altre Forze Armate. Gli ufficiali furono reclutati fra i laureati in scienze agrarie o in ingegneria che avessero frequentato un corso speciale d'istruzione forestale e militare, i sottufficiali e i militi fra coloro che avessero rispettivamente frequentato con buon esito le scuole allievi sottufficiali e allievi militi. Nel 1930 la Milizia contava 337 ufficiali e 3 441 sottufficiali e camicie nere e nel decennio successivo sarebbero arrivati ad oltre 20 000.
Il comando venne affidato inizialmente al generale del Regio Esercito Giuseppe Boriani e dal 1928 al luogotenente generale Augusto Agostini.

Venne riordinata successivamente con i RR. DD. LL. 27 giugno 1935 n. 1433, 7 maggio 1936 n. 882 e 23 novembre 1937 n. 2359. Dipendeva disciplinarmente dal Comando generale della Milizia Volontaria per la Sicurezza Nazionale, tecnicamente ed amministrativamente dal Ministero dell'Economia Nazionale e dal 1929 dalla Ministero dell'agricoltura e delle foreste.

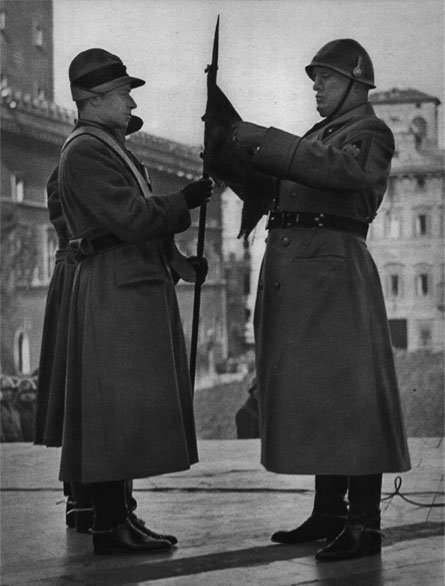
Mussolini decora il gagliardetto della Milizia forestale con la medaglia d'argento al valor militare per le operazioni in Africa Orientale. Altare della Patria, Roma, 1º febbraio 1937.

### Ascari forestali
La 11ª Legione della Milizia nazionale forestale venne costituita in Africa Orientale Italiana ed organizzata su cinque nuclei. Il comando era ad Addis Abeba, dove aveva sede anche la scuola per le reclute locali. Infatti, mentre gli ufficiali erano nazionali, la truppa era in larga maggioranza formata da ascari forestali. L'uniforme era caratterizzata dal fregio della Milizia sul tarbush e da fiocco e fascia verdi.
Agostini fu alla testa della Coorte milizia forestale AOI, che l'8 ottobre 1935 si imbarcò per la guerra d'Etiopia. Sbarcato in Somalia italiana, la coorte venne aggregata alla Colonna celere "Agostini" e si distinse particolarmente nella seconda battaglia dell'Ogaden.

### Milizia fascista forestale albanese
Dopo l'attribuzione della corona del Regno d'Albania a Vittorio Emanuele III il 16 aprile 1939, le forze armate e di polizia albanesi vennero fuse con quelle italiane. Con l'istituzione il 2 giugno 1939 del Partito Fascista Albanese, subordinato a Benito Mussolini ed al Partito Nazionale Fascista italiano, ai sensi del decreto luogotenenziale 14 agosto 1939 n. 91 fu istituita la Milizia fascista albanese (MFA), inquadrata nella Milizia Volontaria per la Sicurezza Nazionale italiana e posta anch'essa sotto il comando del capo del Governo italiano.
Contestualmente venne istituita la Milizia fascista forestale, indipendente dalla Milizia fascista albanese ed inquadrata nella Milizia forestale. Essa era investita degli stessi compiti della corrispondente italiana. La forza ammontava ad una legione, la 12ª Legione della Milizia nazionale forestale (MNF) inserita nell'organico della Milizia forestale nazionale.

### Seconda guerra mondiale e dopoguerra
Durante la seconda guerra mondiale questa legione venne aggregata alla 9ª Armata del Regio Esercito ed impiegata in Jugoslavia ed in Grecia per attività anti-partigiana. Venne impiegata sia in compiti di presidio che in attività operativa, soprattutto nei Balcani. Nel 1941 lo storico comandante Agostini viene sostituito da Lorenzo Chierici, fino all'aprile 1943, quando questi divenne Capo della Polizia italiana.
Dopo l'armistizio di Cassibile dell'8 settembre 1943, con R.D.L. del 6 dicembre 1943 venne soppressa la Milizia Nazionale Forestale e ripristinato il Corpo Reale delle Foreste; i reparti attivi nel territorio della Repubblica Sociale Italiana passarono sotto il comando della Guardia Nazionale Repubblicana. Con decreto legislativo del Duce della Repubblica Sociale Italiana n. 908 dell'11 dicembre 1944, la Milizia venne ribattezzata Guardia Nazionale Repubblicana della Montagna e delle Foreste, organizzata su un comando superiore, una scuola allievi, un battaglione operativo, 7 legioni, una coorte e 4 centurie autonome.
Dopo la fine della guerra, il 23 maggio 1945 il Comando alleato emanò un decreto di ricostituzione della Milizia forestale. Il 12 marzo 1948 venne riformata nel Corpo forestale dello Stato.

## Organizzazione
La Milizia forestale era costituita da un comando gruppo Legioni dal quale dipendevano direttamente i comandi delle Legioni, da una coorte autonoma con sede a Cagliari, da un deposito e da due scuole (sottufficiali e militi).
Legione, coorte, centuria, manipolo e distaccamento costituiscono in ordine gerarchico, i reparti della Milizia nazionale forestale e dal comando di ciascuna Legione, coorte, centuria, manipolo, e squadra, dipendono due o più comandi del grado immediatamente inferiore.
I comandi retti da ufficiali, che andavano da legione a manipolo, avevano compiti tecnici amministrativi e disciplinari, i reparti comandati da graduati, che sono da squadra a distaccamento, prestavano prevalentemente servizio di polizia.
Le legioni erano sette con sede: la I a Udine, la II a Trento, la III a Torino, la IV a Firenze, la V a Roma, la VI a Caserta e la VII a Reggio Calabria. Le coorti ventotto, le centurie settantasei, i manipoli duecentouno, le squadre seicentosettantaquattro e i distaccamenti duemilaquarantaquattro. Tutte le legioni sono state costituite il 1º settembre 1926. A queste si aggiunsero nel 1926 la I Coorte autonoma; la II Coorte Autonoma venne costituita il 1º gennaio 1927.
Nel 1936 l'ordinamento venne modificato: le legioni vennero portate a nove, più una legione su due coorti in Libia italiana, una su cinque nuclei in Africa Orientale Italiana ed una nel Regno albanese.

## Compiti
I compiti specifici della Milizia consistettero nel disimpegno delle seguenti funzioni:
- difesa ed incremento del patrimonio boschivo nazionale.
- assestamento forestale, ovvero gestione razionale dei beni silvo-pastorali dei comuni e degli altri enti fra i quali l'ente autonomo Azienda foreste demaniali.
- vivaismo forestale.
- sistemazioni idraulico-forestali, consolidamento delle dune ed in generale opere di difesa contro il dissesto idrogeologico
- maggior progresso dell'economia montana in generale, sorveglianza della caccia, della pesca, custodia dei regi tratturi e delle regie trazzere.
- concorso nella tutela dell'ordine pubblico, sempre però nell'ambito forestale.

A queste funzioni tecniche si affiancavano i compiti generici di tutte le milizie in tempo di pace:
- servizio ausiliario di pubblica sicurezza.
- polizia militare.
- assistenza e soccorso in caso di calamità.

In tempo di guerra, nel caso di mobilitazione la Milizia avrebbe assurto ai compiti di:
- polizia militare e guardia di frontiera.
- concorso alla protezione e vigilanza delle linee ferroviarie, telegrafiche e telefoniche.

## Uniforme ed equipaggiamento
Il personale nazionale della Milizia forestale vestiva l'uniforme grigioverde della MVSN, con gambali in cuoio naturale e bandoliera. Si distingueva per il cappello alpino con la sola nappina senza penna (la cosiddetta "vedova") con fascia e bordi neri e per le filettature verdi delle fiamme nere, dei fregi e delle controspalline. Come per tutta la MVSN, i fascetti littori sostituivano sulle fiamme le stellette delle Regie Forze Armate. 
Il fregio era rappresentato da un'aquila ad ali spiegate su due asce incrociate ed un fascio littorio.
Il primo labaro era rappresentato nel 1927 dalla scritta MILIZIA NAZIONALE FORESTALE (aquila coronata con due asce incrociate su fascio littorio), di colore nero, il retro anch'esso di colore nero, senza scritte o simboli. Successivamente fu modificato solo il colore, che da nero diventò verde, e il retro non portava nessuna scritta o simbolo; negli anni a seguire,  intorno ai primi anni 30, la Forestale decise di cambiare l'insegna sul labaro , l'aquila della Milizia sostituiva l'aquila coronata con due asce incrociate e nella parte inferiore sotto l'aquila era ricamato il numero ed il nome della legione d'appartenenza. Il colore del labaro rimase verde e sul retro era presente il tricolore.
Gli ufficiali erano armati di pistola o rivoltella. Gli aiutanti (marescialli) erano armati di pistola a rotazione modello Bodeo Mod. 1889 e di pistole semiautomatiche Beretta Mod. 23. Gli altri sottufficiali e le CC.NN. erano armati di moschetto Carcano Mod. 91 per cavalleria e di fucili semiautomatici Beretta Mod. Mab 18/30 cal. 9 mm, appositamente adottati per la Milizia forestale e riconoscibili per un'aquila con fascio littorio sulla canna, di pistola a rotazione sempre Mod. 1889 e delle pistole Beretta Mod 23.

## Cronologia degli ordinamenti

### 1926 – 1927
- Comando generale
- 1ª Legione milizia nazionale forestale (Udine)
  - Coorti territoriali: Udine, Trieste, Belluno
- 2ª Legione milizia nazionale forestale (Trento)
  - Coorti territoriali: Trento, Bolzano, Brescia, Bergamo, Vicenza
- 3ª Legione milizia nazionale forestale (Torino)
  - Coorti territoriali: Torino, Cuneo, Novara, Genova
- 4ª Legione milizia nazionale forestale (Firenze)
  - Coorti territoriali: Firenze, Parma, Bologna
- 5ª Legione milizia nazionale forestale (Roma)
  - Coorti territoriali: Roma, Perugia, L’Aquila, Chieti
- 6ª Legione milizia nazionale forestale (Caserta)
  - Coorti territoriali: Salerno, Avellino, Bari, Potenza
- 7ª Legione milizia nazionale forestale (Reggio Calabria)
  - Coorti territoriali: Cosenza, Catanzaro, Reggio Calabria
- I Coorte autonoma (Messina)
- II Coorte autonoma (Cagliari)
- Scuola allievi militi (Cittaducale)
- Scuola allievi sottufficiali (Cittaducale)

### 1939
- Comando generale
- 1ª Legione milizia nazionale forestale (Udine)
  - Coorti territoriali: Udine, Gorizia, Trieste, Pola, Fiume
- 2ª Legione milizia nazionale forestale (Trento)
  - Coorti territoriali: Trento, Bolzano, Belluno, Verona, Vicenza, Treviso, Rovigo, Venezia
- 3ª Legione milizia nazionale forestale (Brescia)
  - Coorti territoriali: Brescia, Bergamo, Como, Cremona, Mantova, Pavia, Sondrio
  - Centurie autonome: Milano, Varese
- 4ª Legione milizia nazionale forestale (Torino)
  - Coorti territoriali: Torino, Alessandria, Aosta, Asti, Cuneo, Novara, Vercelli
  - 4 centurie autonome liguri
- 5ª Legione milizia nazionale forestale (Bologna)
  - Coorti territoriali: Bologna, Ferrara, Forlì, Modena, Parma, Piacenza, Reggio Emilia
- 6ª Legione milizia nazionale forestale (Firenze)
  - Coorti territoriali: Firenze, Arezzo, Grosseto, Livorno, Lucca, Pisa, Pistoia, Siena
- 7ª Legione milizia nazionale forestale (Roma)
  - Coorti territoriali: Roma, L'Aquila, Teramo, Pescara
  - Centurie autonome: Ancona, Pesaro, Macerata, Chieti
- 8ª Legione milizia nazionale forestale (Caserta)
  - Coorti territoriali: Salerno, Avellino, Bari, Potenza
- 9ª Legione milizia nazionale forestale (Reggio Calabria)
  - Coorti territoriali: Cosenza, Catanzaro, Reggio Calabria
- 10ª Legione milizia nazionale forestale (Tripoli)
  - Coorti territoriali: Tripoli, Bengasi
- 11ª Legione milizia nazionale forestale (Addis Abeba)
  - 5 nuclei autonomi
- 12ª Legione milizia nazionale forestale (Tirana
- I Coorte autonoma (Messina)
- II Coorte autonoma (Cagliari)
- III Coorte autonoma (Roma)
- Coorte milizia forestale AOI (1935-36)
- Accademia militare forestale (Firenze-Vallombrosa)
- Scuola allievi sottufficiali (Vallombrosa)
- Scuola allievi militi (Cittaducale)

## Comandanti
- Generale Giuseppe Boriani (30 giugno 1926 - 31 gennaio 1928)
- Luogotenente generale Augusto Agostini (31 gennaio 1928 - 5 dicembre 1941)
- Prefetto Lorenzo Chierici (5 dicembre 1941 - 14 aprile 1943)

### Riferimenti normativi
- Regio decreto 13 agosto 1926, n. 1465, Regolamento della Milizia nazionale forestale, sulla Gazzetta Ufficiale del Regno d'Italia del 1º settembre 1926, n. 203.

### Testi
- Attilio Teruzzi. La milizia delle Camicie nere. Milano, Mondadori, 1939.
- Lucas-G. De Vecchi. Storia delle unità combattenti della M.V.S.N. 1923-1943. Roma, Giovanni Volpe Editore, 1976.
- Indro Montanelli. L'Italia in camicia nera. Milano, Rizzoli, 1976.
- Lucio Ceva. Storia delle Forze Armate in Italia. Torino, UTET Libreria, 1999.
- Nicolò Giordano, Claudio Sanchioli. La Milizia Nazionale Forestale 1926-1945.Storia, uniformi e immagini. Edas, 2005.
- Giorgio Vecchiato, Con romana volontà. Marsilio, 2005
- Emilio Gentile, Fascismo. Storia e interpretazione, 2002
- Carlo Rastrelli, Un esercito in camicia nera, Storia Militare n.129, giugno 2004
- Silvia Trani, L'Unione fra l'Albania e l'Italia, Strumenti CLXXIII, Pubblicazioni degli Archivi di Stato.